# Klaus von Klitzing
Klaus von Klitzing, né le 28 juin 1943 à Środa Wielkopolska, alors en Allemagne, est un physicien allemand. Il est lauréat du prix Nobel de physique de 1985 « pour la découverte de l'effet Hall quantique entier » faite dans le Laboratoire national des champs magnétiques intenses (LNCMI) à Grenoble le 5 février 1980.

## Biographie
Klaus von Klitzing fait partie d'une ancienne famille noble originaire de la Moyenne-Marche. Il est le fils de Bogislaw von Klitzing, inspecteur des eaux et forêts et de Anny Ulbrich.
En 1945, Klitzing se réfugie avec sa famille à Lutten en Basse-Saxe. De 1948 jusqu'à 1951, il vit à Oldenbourg, où il est scolarisé à l'école Brüderstraße. En 1951, la famille déménage à Essen, où ils vivront jusqu'en 1968 dans les étages supérieurs de la mairie. Klitzing passe son Abitur en février 1962 au lycée Artland de Quakenbrück. Il étudie ensuite la physique à l'université technique de Brunswick, où il terminera ses études en mars 1969.
Jusqu'en 1980, il travailla dans le groupe de Gottfried Landwehr à l'université de Wurtzbourg, où il obtient son doctorat en 1972, ayant pour thème « Galvanomagnetische Eigenschaften von Tellur in starken Magnetfeldern », et en 1978 l'habilitation à diriger des recherches.
De 1975 à 1978, il travailla aussi au Laboratoire Clarendon à Oxford, et de 1979 à 1980 au laboratoire des champs magnétiques intenses à Grenoble. Dans la nuit du 4 au 5 février 1980, il effectue des mesures déterminantes pour la découverte de l'effet Hall quantique entier, pour lequel il recevra le prix Nobel de physique en 1985. En 1980, Klitzing devient professeur de physique du solide, et au printemps 1985, membre de la direction de l'Institut Max-Planck de recherche sur l'état solide de Stuttgart. La même année, il est nommé professeur honoraire (« Honorarprofessor (de) ») à l'université de Stuttgart.
Klitzing est membre du jury du prix d'avenir allemand pour la technique et l'innovation, mais aussi du prix d'innovation de la société allemande. Il a aussi prêté son nom au prix Klaus von Klitzing, dont il fait partie du jury. Ce prix a pour objectif de récompenser l'engagement d'enseignants de lycée, de collège, ou d'école dans les sciences naturelles. Il est donné par l'université d'Oldenbourg en coopération avec la fondation EWE. Klitzing est un défenseur de la recherche fondamentale et essaye constamment d'éveiller la curiosité et l'enthousiasme sur la physique. Il est membre de nombreuses académies des sciences dans plusieurs pays et détient le titre de docteur honoris causa d'université dans six pays.

## Distinctions et récompenses
- 1981 : prix Walter-Schottky de la Société allemande de physique
- 1985 : prix Nobel de physique
- 1985 : direction à vie de l'Institut Max-Planck de recherche sur l'état solide[11]
- 1990 : docteur honoris causa de l'université d'Anvers[12]
- 1999 : membre honorifique de la Société allemande de physique,
- 2005 : médaille Carl-Friedrich-Gauß de la société des sciences de Brunswick
- 2006 : octeur honoris causa de l'université d'Oldenbourg
- 2007 : membre de l'Académie chinoise des sciences
- 2007 : membre de l'Académie pontificale des sciences

## Hommages
Deux rues portent son nom, à Quakenbrück (Professor-von-Klitzing-Straße) et à Landau (Klaus-von-Klitzing-Straße).

## Publications
- Grenzen der Mikroelektronik: Quantenphänomene in mikrostrukturierten Halbleitern. 1. Aufl. Univ.-Verl., Jena 1995. Schriftenreihe Ernst-Abbe-Kolloquium Jena 11 (ISBN 3-925978-47-X)
- Klaus von Klitzing (Hrsg.): Aufbau der Arbeitsgrundlagen eines Reinraum-Labors für neuartige Bauelementstrukturen: Schlußbericht; Contract NT 2733. Institut Max-Planck de recherche sur l'état solide, Stuttgart, 1990.